# نیروهای امنیت ملی افغانستان

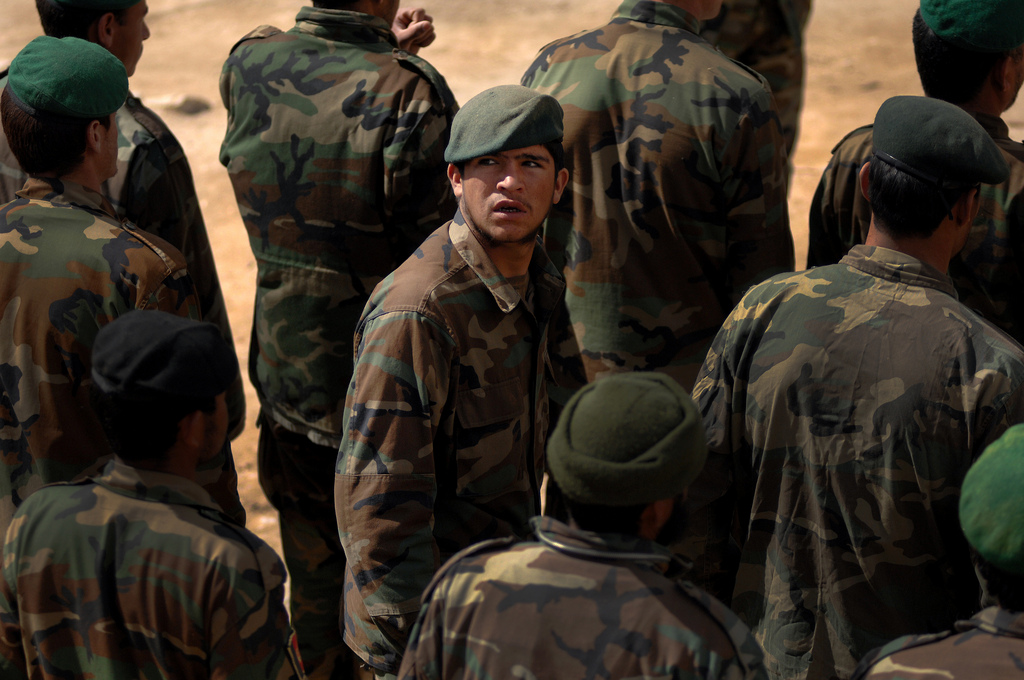
نیروهای امنیت ملی افغانستان

نیروهای امنیت ملی افغانستان که به عنوان نیروهای دفاع و امنیت ملی افغانستان، نیز شناخته می‌شوند، از موارد زیر تشکیل شده‌اند:
- نیروهای مسلح امارت اسللامی افغانستان
- اردوی ملی افغانستان
- افغانستان
- پولیس محلی افغانستان
- پولیس ویژه مواد مخدر
- پولیس سرحدی افغانستان
- ریاست عمومی امنیت ملی